# 5-氯吡嗪-2-甲酸甲酯
5-氯吡嗪-2-甲酸甲酯是一种有机氯化合物，化学式为C6H5ClN2O2。它可由5-氯吡嗪-2-甲酸和氯化氢的甲醇溶液中回流制得。它和三甲基溴硅烷在乙腈中反应，可以得到5-溴吡嗪-2-甲酸甲酯。